# Adolf Fredrik Landgren

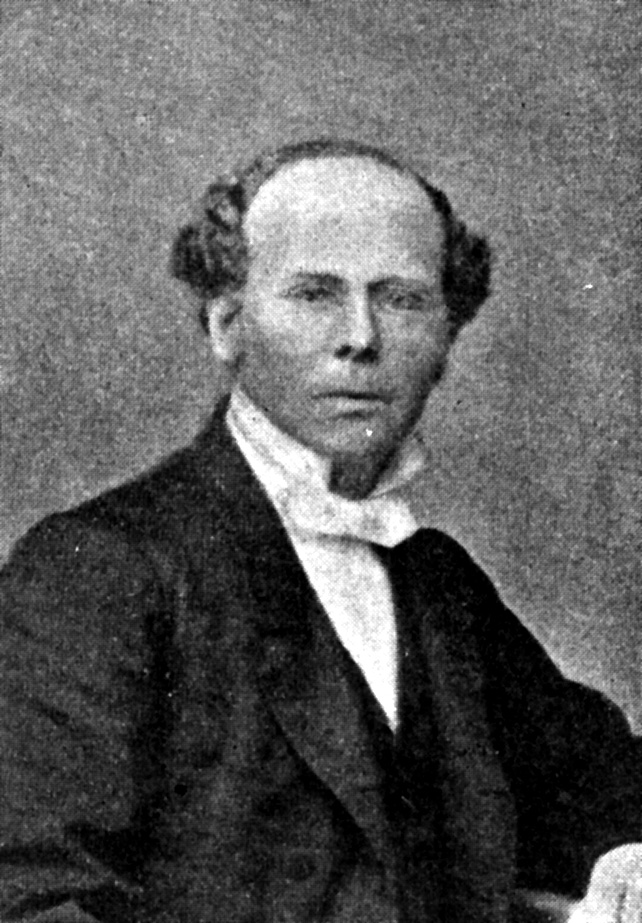
Adolf Fredrik Landgren

Adolf Fredrik Landgren, född den 1 september 1829 i Göteborg, död där den 15 augusti 1871, var en svensk varvsägare, verksam i Göteborg.

## Biografi
Föräldrar var varvsägaren Ambrosius Landgren och Charlotta Fredrikson. Vid faderns död redan 1845 var Adolf Fredrik endast 16 år gammal och för ung för att ta ansvaret för Gamla varvets ledning. Därför svarade O.P. Dahlin för driften åren 1845-1856, varefter Landgren tillträdde. Under hans femton år som disponent för varvet, byggdes den svenska handelflottans största och bästa, snabbseglande och vackra skepp såsom Erato, Louis de Geeer och August Leffler. Till sin hjälp hade Landgren duktigt yrkesfolk som skeppsbyggmästaren och fartygskonstruktören N.C. Kirkegaard och skeppsbyggmästaren Johan Erik Hübe. 
Landgren var kommunalt intresserad och aktiv rörande Majornas angelägenheter. Efter det att Majorna införlivats med Göteborg, blev han ledamot av Göteborgs stadsfullmäktige. Han avled ogift, endast 42 år gammal, och efterträddes som varvsdisponent av systersonen George Douglas Kennedy.